# 1. liga 2001-2002
L'edizione 2001-02 della 1. liga vide la vittoria finale dello Slovan Liberec.
Capocannoniere del torneo fu Jiří Štajner (Slovan Liberec), con 15 reti.

## Avvenimenti
Alla settima giornata il Bohemians Praga sale da solo in testa al torneo. Dal turno successivo lo Sparta Praga supera il Bohemians in vetta al campionato. Alla quattordicesima giornata il Bohemians vince il derby contro lo Sparta (2-1) e lo raggiunge in testa: in questo momento lo Slovan Liberec è distante 7 punti dalla coppia di testa. Sconfitto il Bohemians 3-2, lo Slovan Liberec non sbaglia nessun incontro affrontando lo Sparta alla diciottesima giornata: lo Slovan supera i praghesi 1-0 (all'andata la squadra di Liberec si era imposta 2-1) e regala il primo posto al Vitkoria Žižkov. Žižkov e Sparta si scambiano tra primo e secondo posto fino alla ventitreesima giornata quando lo Slovan Liberec sconfigge anche il Viktoria (1-0) mentre sette giorni dopo lo Sparta Praga cade a Jablonec (2-0) lasciando la prima posizione a Štajner e compagni. Lo Slovan accumula diversi punti nei confronti delle rivali: lo Sparta si ferma contro lo Slavia Praga, cadendo ad Ostrava e contro il Teplice mentre il Viktoria inciampa contro Marila Příbram e Hradec Králové. Il Liberec riapre i giochi a tre giornate dalla fine perdendo contro il Teplice. I biancoazzurri vantano 3 punti di vantaggio sul Viktoria Žižkov e 6 sullo Sparta Praga: alla penultima giornata il Brno pareggia a Liberec mentre Sparta e Žižkov si portano a -4 e -1 dalla capolista; all'ultima giornata lo Slovan cede al Bohemians Praga 2-1, il Viktoria ha l'occasione per vincere il titolo ma perde 1-0 a Praga contro lo Slavia. Vana la vittoria dello Sparta Praga sul Synot.

## Classifica finale
|     | Classifica         | G  | V  | N  | P  | GF | GS | Pt |
| --- | ------------------ | -- | -- | -- | -- | -- | -- | -- |
| 1.  | Slovan Liberec     | 30 | 19 | 7  | 4  | 55 | 26 | 64 |
| 2.  | Sparta Praga       | 30 | 20 | 3  | 7  | 55 | 19 | 63 |
| 3.  | Viktoria Žižkov    | 30 | 19 | 6  | 5  | 42 | 20 | 63 |
| 4.  | Bohemians Praga    | 30 | 14 | 6  | 10 | 40 | 35 | 48 |
| 5.  | Slavia Praga       | 30 | 12 | 11 | 7  | 45 | 34 | 47 |
| 6.  | Baník Ostrava      | 30 | 12 | 8  | 10 | 43 | 36 | 44 |
| 7.  | Teplice            | 30 | 12 | 5  | 13 | 37 | 41 | 41 |
| 8.  | Stavo Artikel Brno | 30 | 10 | 10 | 10 | 34 | 42 | 40 |
| 9.  | Jablonec           | 30 | 10 | 10 | 10 | 35 | 33 | 40 |
| 10. | Sigma Olomouc      | 30 | 9  | 10 | 11 | 29 | 31 | 37 |
| 11. | Synot              | 30 | 10 | 6  | 14 | 31 | 38 | 36 |
| 12. | Hradec Králové     | 30 | 9  | 8  | 13 | 28 | 42 | 35 |
| 13. | Marila Příbram     | 30 | 9  | 7  | 14 | 27 | 39 | 34 |
| 14. | Chmel Blšany       | 30 | 8  | 5  | 17 | 35 | 51 | 29 |
| 15. | Drnovice           | 30 | 7  | 5  | 18 | 31 | 45 | 26 |
| 16. | Opava              | 30 | 5  | 3  | 22 | 23 | 58 | 18 |

### Verdetti
- Slovan Liberec Campione della Repubblica Ceca 2001-02.
- Drnovice e Opava retrocesse in Druhá liga.

## Statistiche e record

### Classifica marcatori
| Gol |  |  | Giocatore      | Squadra            |
| --- |  |  | -------------- | ------------------ |
| 15  |  |  | Jiří Štajner   | Slovan Liberec     |
| 14  |  |  | Jan Nezmar     | Slovan Liberec     |
| 13  |  |  | Milan Pacanda  | Stavo Artikel Brno |
| 11  |  |  | Milan Baroš    | Baník Ostrava      |
| 11  |  |  | Horst Siegl    | Marila Příbram     |
| 11  |  |  | Vítězslav Tuma | Sparta Praga       |
| 10  |  |  | Radek Divecký  | Teplice            |

### Capoliste solitarie
- 7ª giornata:  Bohemians Praga
- Dalla 8ª alla 13ª giornata:  Sparta Praga
- Dalla 15ª alla 17ª giornata:  Sparta Praga
- 18ª giornata:  Viktoria Žižkov
- 19ª giornata:  Sparta Praga
- 20ª giornata:  Viktoria Žižkov
- Dalla 21ª alla 23ª giornata:  Sparta Praga
- Dalla 24ª alla 30ª giornata:  Slovan Liberec

### Record
- Maggior numero di vittorie:  Sparta Praga (20)
- Minor numero di sconfitte:  Slovan Liberec (4)
- Migliore attacco:  Slovan Liberec e  Sparta Praga (55 gol fatti)
- Miglior difesa:  Sparta Praga (19 gol subiti)
- Miglior differenza reti:  Sparta Praga (+36)
- Maggior numero di pareggi:  Slavia Praga (11)
- Minor numero di pareggi:  Sparta Praga e  Opava (3)
- Minor numero di vittorie:  Opava (5)
- Maggior numero di sconfitte:  Opava (22)
- Peggiore attacco:  Opava (23 gol fatti)
- Peggior difesa:  Opava (58 gol subiti)
- Peggior differenza reti:  Opava (-35)